# Josh Gross
Joshua Emilio Gross Santana (ur. 15 maja 1993 roku) – holenderski piłkarz reprezentujący barwy narodowe Aruby.

## Kariera klubowa
Josh Gross rozpoczynał przygodę z piłką w Holandii. W ciągu 5 lat nigdy nie wybił się poza poziom amatorski. W sezonie 2019/2020 występował w arubiańskim SV Dakota. Od 19 lipca jest zawodnikiem szwedzkiego klubu Asarums IF.

## Kariera reprezentacyjna
W narodowych barwach Aruby zadebiutował 9 września 2018 roku w wygranym 3:1 meczu z reprezentacją Bermudów w ramach eliminacji do Ligi Narodów CONCACAF 2019/2020. Do tej pory wystąpił w 7 spotkaniach reprezentacji i zdobył 1 bramkę.

## Bramki w reprezentacji
| Nr | Data          | Obiekt                                                      | Przeciwnik  | Bramka na | Rezultat | Zawody                                       |
| -- | ------------- | ----------------------------------------------------------- | ----------- | --------- | -------- | -------------------------------------------- |
| 1. | 22 marca 2019 | Sir Vivian Richards Stadium, North Sound, Antigua i Barbuda | Saint Lucia | 3–2       | 3–2      | Liga Narodów CONCACAF 2019/2020 (eliminacje) |